# 烏來杜鵑
（學名：Rhododendron kanehirae）又名柳葉杜鵑、金平氏杜鵑，以紀念金平亮三，是杜鹃花科杜鹃花属下的一个种，為台灣特有種、唯一一種陽性性杜鵑花。

## 型態
多年生灌木植物，灌叢高1至3公尺，生長於海拔200至800公尺的岩壁。葉片為互生、橢圓披針形，嫩葉覆有剛毛。花小型，色紫紅，單瓣，於莖條的芽冠頂端單生或簇生，花冠直徑約3至4公分，呈闊鐘型，花萼五裂，花期為每年三月下旬至四月上旬；結卵形蒴果。。

## 分布
烏來杜鵑的野生棲地位於新北市烏來區北勢溪上游，分布狹隘。民國73年（1984年）翡翠水庫開始蓄水，將其唯一的原始棲地淹沒，民國77年依文化資產保存法公告為法定珍貴稀有植物，野外已數十年無植株發現的紀錄。

## 保育
烏來杜鵑分布區域狹促，因水庫蓄水淹沒棲地，為避免永久滅絕，由行政院農業委員會特有生物研究保育中心與翡翠水庫管理局進行保育，於民國84年在翡翠水庫大壩下游河床開設復育樣區，種植250株烏來杜鵑；但因多次豪雨沖刷，目前僅存30餘株；其後再以扦插繁殖，於水庫庫區、原鷺鷥潭址地種植，目前已有人工植株千餘棵。此外尚有植栽保存於台北市各級學校與公園內，如陽明山國家公園、台灣大學校園內等；烏來、小坪林的地方人家亦保存有自行種植的烏來杜鵑盆栽。但廣植的人工復育樹苗係以扦插單性繁殖，基因多樣性恐有所不足。民國101年由特生中心與嘉義大學合作，開發出以種子培育的烏來杜鵑實生苗，將有助以兼顧基因多樣性的方式，進行烏來杜鵑的復育工作。